# Granny (personage)
Granny (te vertalen als oma) is een personage uit de filmpjes en strips van de Looney Tunes. Ze is vooral bekend als de eigenaar van Tweety en in veel gevallen ook Sylvester. Toch is het personage zelf ouder dan die twee personages. Granny werd bedacht door Friz Freleng, en maakte haar debuut in het filmpje "Little Red Walking Hood" uit 1937. 

## Personage
Granny is een oude dame met een blauwe jurk aan, en grijs haar dat ze altijd in een knotje draagt. Verder draagt ze een bril. Ze is meestal goed gehumeurd en kalm, maar als iemand Tweety dreigt kwaad te doen kan ze erg agressief uit de hoek komen. Ze dient dan ook vooral als tegenstander voor Sylvester. 

## Achtergrond
Door de jaren heen heeft Granny er op veel verschillende manieren uitgezien, tot ze in het filmpje "Canary Row" haar huidige uiterlijk kreeg. 
Granny heeft ook na de introductie van Tweety en Sylvester meegespeeld in filmpjes zonder deze twee. Zo was ze onder andere te zien in “Hare Trimmed”, waarin Bugs Bunny en Yosemite Sam om haar aandacht vechten. Een ander filmpje is “Corn on the Cop”, waarin ze samen met Daffy Duck en Porky Pig te zien was. In deze twee filmpjes worden respectievelijk haar voor- en achternaam onthuld als "Emma Webster".
Granny is een personage in de serie Tiny Toon Adventures en The Sylvester and Tweety Mysteries. 